# إليزابيث باركر
إليزابيث باركر هي صحفية كندية، ولدت في 19 ديسمبر 1856 في Colchester County ‏ في كندا، وتوفيت في 26 أكتوبر 1944 في وينيبيغ في كندا.